# Michele Gazzoli
Michele Gazzoli   (Ospitaletto, 4 de març de 1999) és un ciclista francès, professional des del 2018. Actualment corre a l'equip Astana Qazaqstan Development Team.
El 2016 va guanyar una etapa del Giro de Basilicata i fou tercer al Tour de Flandes júnior. L'any següent es va proclamar campió d'Europa en ruta júnior. El 2018 fitxà per l'equip Polartec-Kometa.
El 2022 fitxà per l'Astana Qazaqstan Team per a dues temporades, però el 10 d'agost de 2022 va ser suspès durant un any per una infracció no deliberada de les normes antidopatge després d'haver donat positiu durant la Volta a l'Algarve.

## Palmarès
- 2014
  - 1r al Gran Premi San Gottardo
- 2016
  - Vencedor d'una etapa al Giro de Basilicata
- 2017
  -  Campió d'Europa en ruta júnior
  - 1r al Gran Premi General Patton i vencedor d'una etapa
- 2020
  - 1r al Gran Premi Ezio Del Rosso
- 2021
  - 1r al Gran Premi della Liberazione
  - 1r al Gran Premi de la vila d'Empoli
  - 1r al Gran Premio San Luigi
- 2023
  - Vencedor d'una etapa a l'Arctic Race of Norway
  - Vencedor de 2 etapes a la Volta a Bulgària

## Enllaçox externs
- Fitxa a cyclebase.nl
- Fitxa a cqranking.com
- Fitxa a procyclingstats.com
- Fitxa a siteducyclisme.net